# 도라 리히터

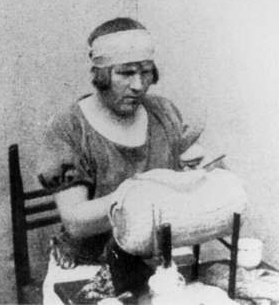

도라 "되르헨" 리히터(독일어: Dora "Dörchen" Richter, 1891년 ~ ?)는 세계 최초로 성전환 수술을 받은 사람이다. 마그누스 히르슈펠트가 설립한 연구소의 도움으로 성전환 치료를 받아나갔고, 1931년에 릴리 엘베보다 먼저 질성형술을 마쳤다. 1933년에 성소수자와 성전환을 못마땅하게 여긴 나치 독일에 의해 연구소가 폐쇄당해 그 후의 행적은 정확히 알 수 없다.